# Schönau (Wutha-Farnroda)
Schönau (vor 1994 offiziell Schönau (bei Eisenach), noch früher Schönau a. d. Hörsel) ist ein Ortsteil der Gemeinde Wutha-Farnroda im Wartburgkreis in Thüringen mit etwa 553 Einwohnern. Zum Ortsteil gehört seit den 1950er Jahren die Gemarkung Deubach.

## Geografie
Der Ortsteil grenzt im Norden an Kahlenberg, im Osten liegen die Ortsteile Kälberfeld und Sättelstädt der Gemeinde Hörselberg-Hainich, im Süden folgt Seebach, im Südwesten Farnroda und im Westen Wutha.
Südlich von Schönau befinden sich in der Gemarkung Deubach der Kambühl (453,6 m ü. NN) als höchste Erhebung sowie  der Fuchsberg (437,7 m ü. NN) und der Eichberg (364,9 m ü. NN).
Schönau liegt am Südufer der Hörsel. Durch den Ortsteil fließt der Deubach, ein orographisch linker Zufluss der Hörsel und ein Gewässer II. Ordnung nach dem Thüringer Wassergesetz. Er hat eine Länge von 3,9 Kilometer, entspringt am oberen Ortsende von Deubach am Nordwesthang des Kambühl und mündet nördlich des Ortes in die Hörsel.

## Geschichte
Der Ort wurde 1247 erstmals erwähnt im Zusammenhang mit einer Burg Kahlenberg im Nachbarort Kahlenberg, sie war eine Gründung der Herren von Wangenheim. Der später zum Wintersteiner Amts- und Gerichtsbezirk zusammengefasste Wangenheimer Besitz (Wangenheimsches Gericht) umfasste südlich der Hörselberge sechs Waldhufendörfer, es waren Schloss und Dorf Winterstein, die Dörfer Kahlenberg, Fischbach, Kälberfeld und Sondra sowie Schönau.
Weitere Rechte und Besitzungen gab es in Fischbach, Sättelstädt, Wolfsbehringen und Oesterbehringen sowie die  Höfe Heßwinkel und Hütscheroda.
Innerfamiliäre Teilungen, Erbschaften und Verpfändungen hinterließen eine Vielzahl von Urkunden, die im 19. Jahrhundert Grundlage für eine umfangreiche Familienchronik der Wangenheimer waren. Aus diesen Urkunden geht  auch hervor, das der Ort Schönau seit 1458 ein geteilter Besitz der Herren von Uetterodt und der Wangenheimer wurde, auch die Burggrafen von Kirchberg (Herrschaft Farnroda) hatten Güter und Besitzrechte im Ort erworben.

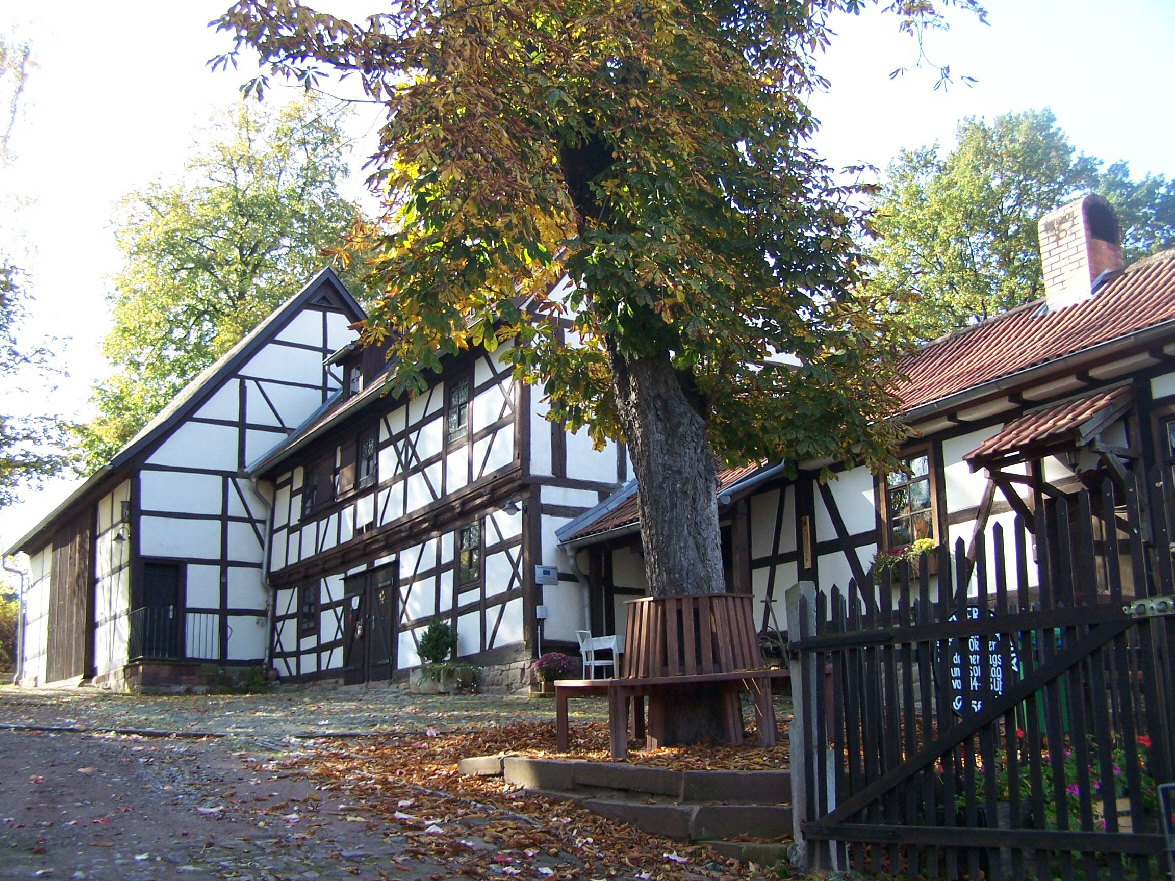
Das Hörselbergmuseum in Schönau

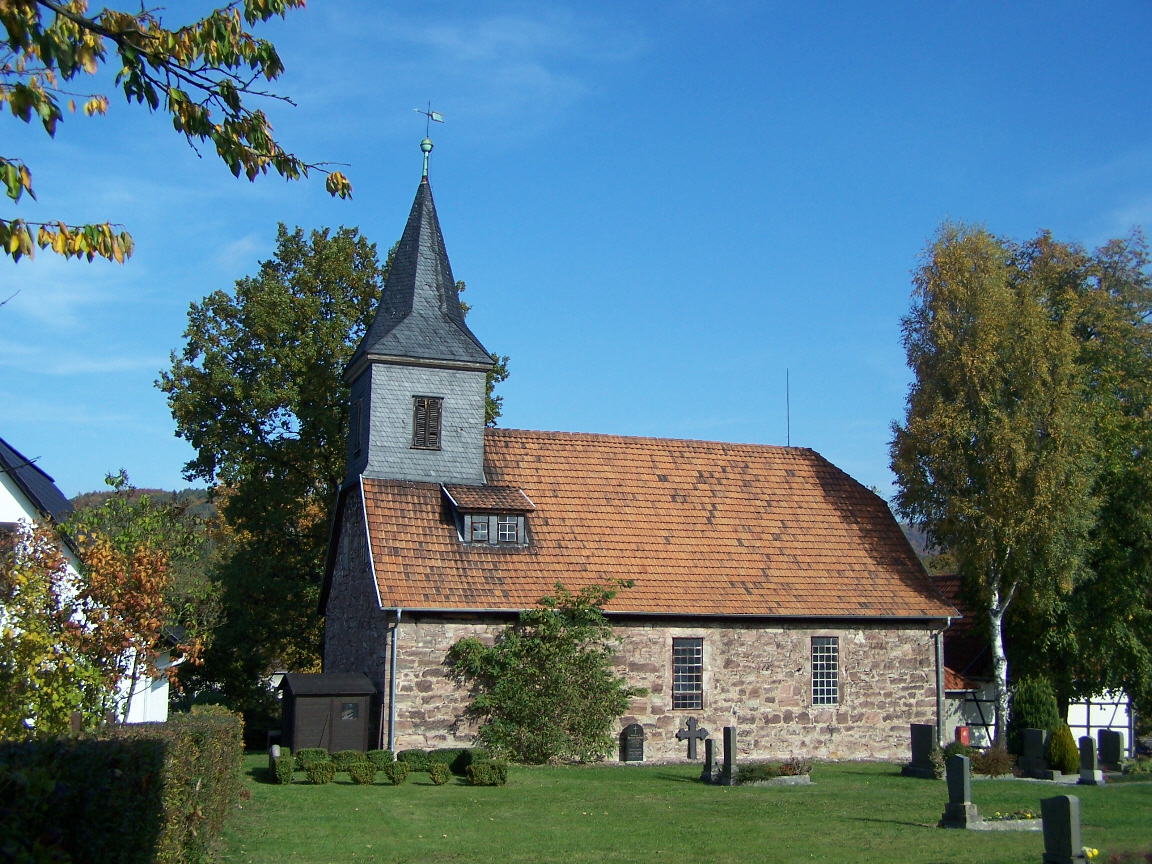
Die Schönauer Kirche

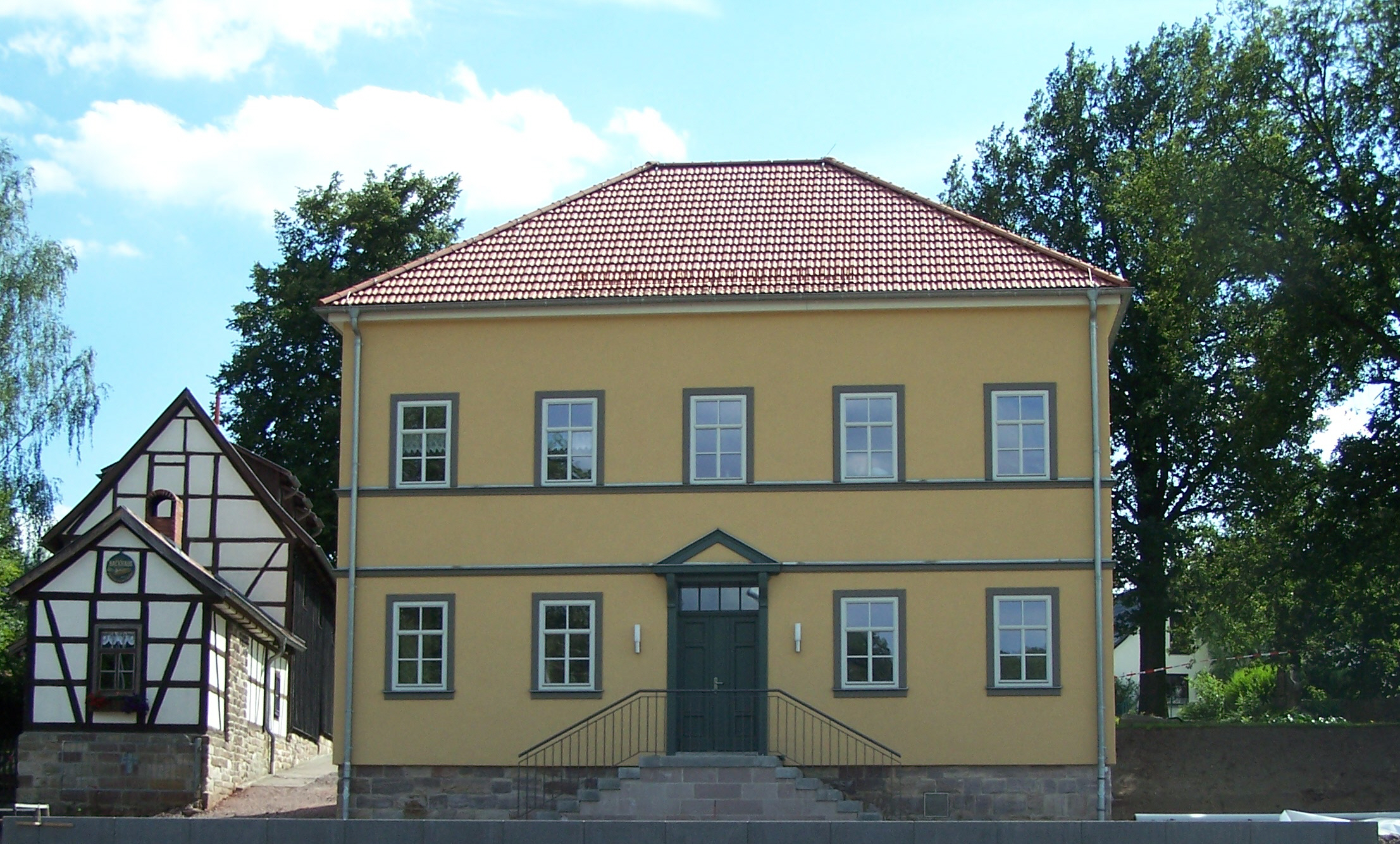
Die ehemalige Schule

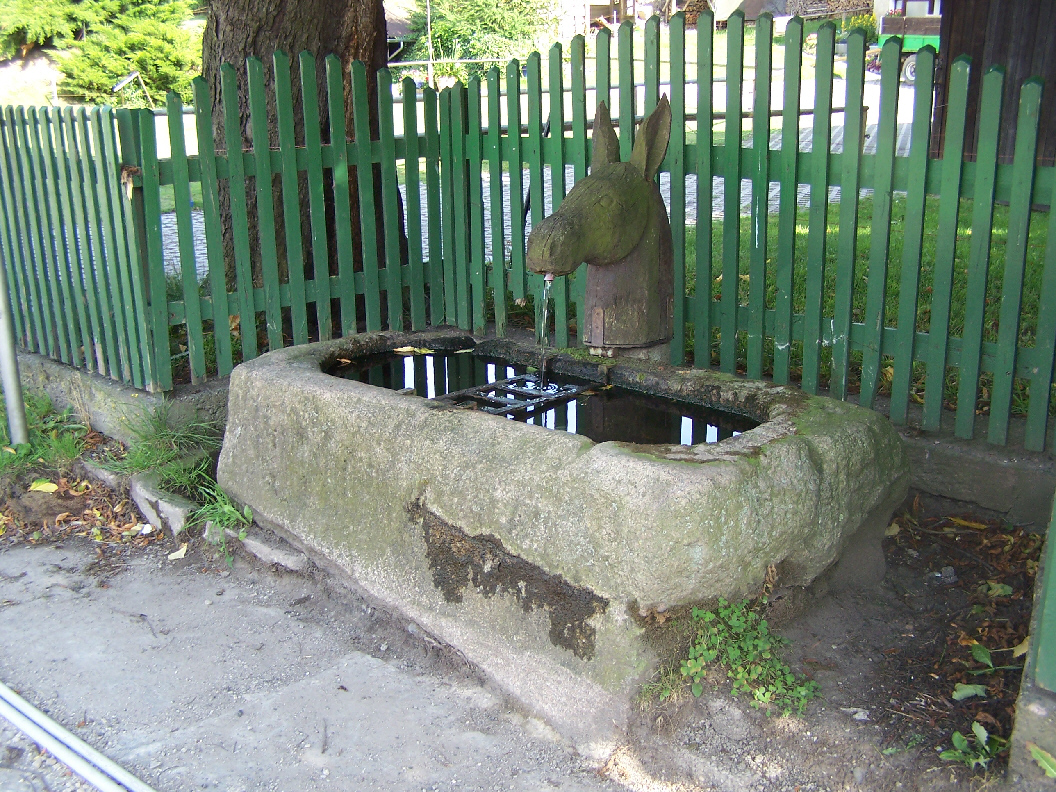
Ein beliebter Treffpunkt ist der Eselsbrunnen am Dorfanger

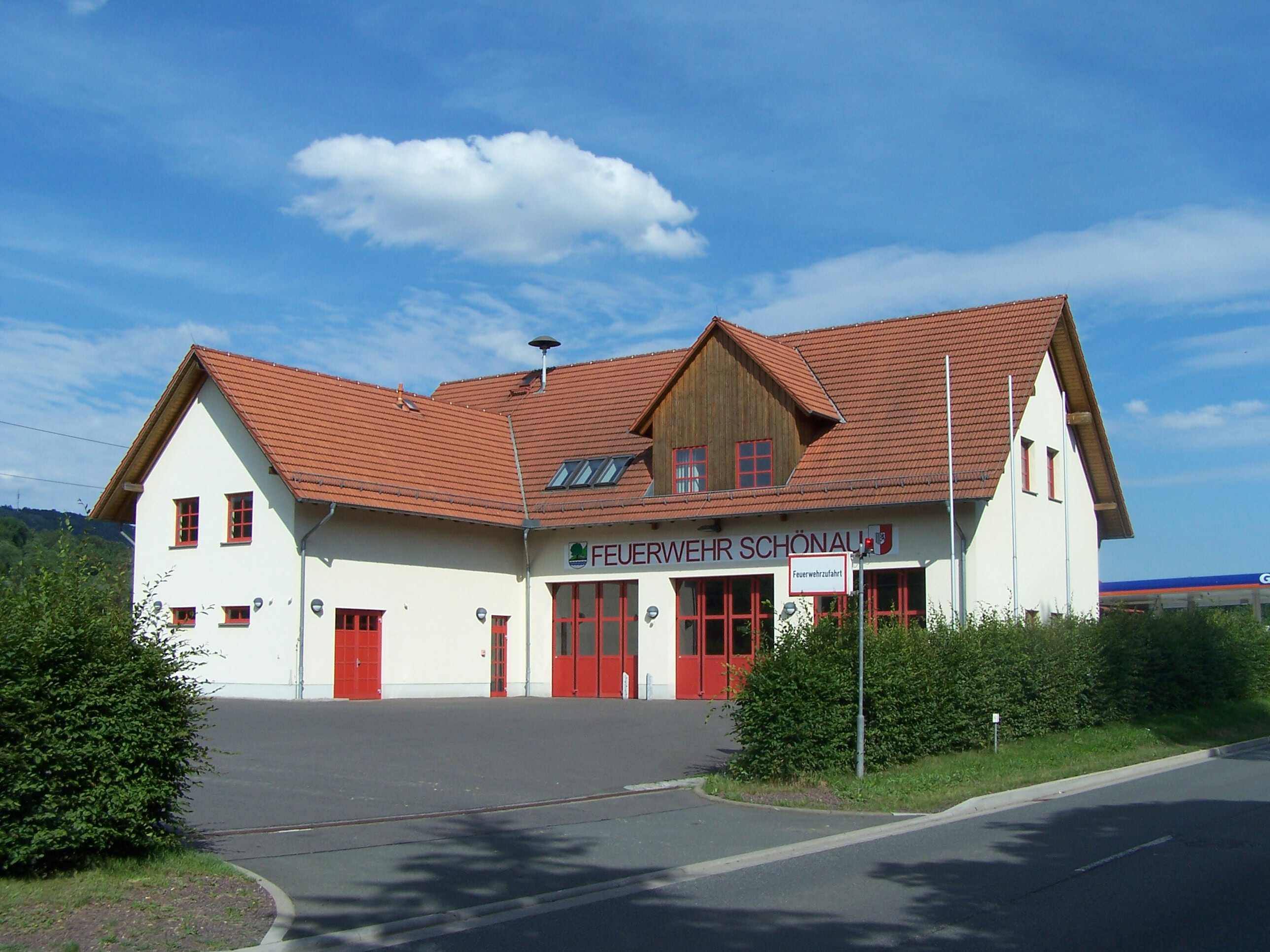
Das Domizil der Schönauer Feuerwehr

Die Herrschafts- und Lebensverhältnisse im Dorf Schönau um 1775 beschreibt Johann Georg August Galletti als Gothaer Historiograph in seiner Geschichte und Beschreibung des Herzogthums Gotha
Die meisten Aecker liegen an Bergen, also ist der Boden kiesig und sandig, und nur der Flachs entschädige die Armen. Desto vortrefflicher ist der Wiesenwachs. (…) Der Ort, welcher aus 29 Wohnhäusern besteht (…) die Einwohner nähren sich theils vom Feldbau,  theils um Arbeit um Tagelohn. Es giebt einige Handwerker unter ihnen – 2 Wagner, 2 Horndrechsler, 1 Schmid, 1 Leinweber, 1 Zeuch- und Beutelmacher, 2 Müller. Die Gerichte sind getheilt indem 7 Häuser den Herren von Utterodt zum Scharfenberg, 1 dem Burggrafen von Kirchberg als Herren zu Farrnroda, die übrigen aber verschiedenen Herren von Wangenheim wintersteinischen Stammes lehnbar und unterthan sind.
Die Uetterodts hatten 1442 die Scharfenburg und zugehörige Orte gekauft, doch 1446 verwüstete der Sächsische Bruderkrieg auch diese Besitzungen, die Scharfenburg wurde belagert und war danach eine Ruine, daher errichtete man in der Ortslage ein „Festes Haus“ als neuen Amts- und Wohnsitz. Der wangenheimsche Anteil am Dorf Schönau wurde 1840 an das Herzogtum Sachsen-Coburg und Gotha abgetreten. Die ütterodtschen Orte wurden schon 1837 direkt dem Herzogtum unterstellt. Eine Verwaltungsreform führte 1869 zur Schaffung des Amtsgerichtsbezirkes Thal, dieses umfasste die wangenheimschen, uetterodtschen und hopfgartenschen Splitterbesitzungen und Exklaven im Westen des Herzogtums. Von 1918 bis 1920 gehörte das Amt Thal und somit auch Schönau zum Freistaat Gotha. Ab 1922 gehörte Schönau zum Landkreis Eisenach. Am 7. April 1945 wurde der Ort zum Ende des Zweiten Weltkrieges durch US-amerikanische Truppen besetzt, welche am 3. Juni 1945 durch die sowjetische Besatzungsmacht abgelöst wurde. Schönau wurde Teil der Sowjetischen Besatzungszone und später der DDR. Am 1. Juli 1950 wurde die bis dahin selbständige Gemeinde Deubach nach Schönau eingemeindet; das nördlich gelegene Kahlenberg lehnte die Eingemeindung erfolgreich ab. Ab 1961 wurde auch in Schönau die Landwirtschaft kollektiviert. Neben der Agrargenossenschaft gibt es seit den 1990er Jahren wieder landwirtschaftliche Einzelunternehmen.
Am 14. April 1994 wurde die Gemeinde Schönau (bei Eisenach) nach Wutha-Farnroda eingemeindet, nachdem der Gemeinderat am 7. Juli 1993 mehrheitlich zugestimmt hatte.

## Kultur und Sehenswürdigkeiten
- Die heutige Dorfkirche Schönau ist bereits das dritte Gotteshaus des Ortes. Die auf der Kirchwiese nahe der Hörsel erbaute spätromanische Dorfkirche wurde immer wieder vom Hochwasser beschädigt, daher entschloss man sich die dortige Kirche aufzugeben und einen geeigneteren Ort für den Neubau zu finden. Aber auch diese zweite in Fachwerkbauweise errichtete Kirche war nur eine kurze Episode, denn sie erlitt durch  Unwetter und den Dreißigjährigen Krieg manche Beschädigung. Die von den Dorfbewohnern gesammelten Geldbeträge und Baumaterialien erlaubten 1689 den Aufbau einer massiven und dem Dorfbild entsprechenden Kirche, wobei auch Taufstein und weitere Bauteile der Vorgängerkirchen übernommen wurden.  Bereits 1658 eröffnete eine Dorfschule am Ort.

- Die evangelische Peter- und Paulskirche im Ortsteil Deubach ist das älteste Gebäude von Deubach. Die frühere Wallfahrtskapelle erhielt im 18. Jahrhundert ihre heutige Form.

- Das Hörselbergmuseum befindet sich in einem denkmalgeschützten Gebäude neben der Schönauer Kirche, der alten Schule und dem Pfarrhaus. Das Heimatmuseum zeigt mit wechselnden Schwerpunkten die Geologie, Fauna und Flora der Hörselbergregion, erläutert die bekannten Höhlen der Hörselberge und Karsterscheinungen im Naturschutzgebiet, es widmet sich auch der Erforschung der Sagen und Mythen der Hörselberge. In der Dauerausstellung befinden sich eine Mineraliensammlung und eine umfangreiche Sammlung über das Backhandwerk. Eine Besonderheit ist der mehrfach im Jahresverlauf genutzte Gemeindebackofen, welcher von den Schönauer Backfrauen betrieben wird.

## Wirtschaft und Infrastruktur
- Durch Schönau verläuft die Landesstraße L 3007, welche bis 2010 Teil der Bundesstraße 7 war. Der nächstgelegene Autobahnanschluss an der A 4 befindet sich etwa sechs Kilometer östlich bei Sättelstädt.
- Die Thüringer Bahn durchquert die Ortschaft. Am Haltepunkt Schönau hält im Stundentakt die RB 20 des Betreibers Abellio Rail Mitteldeutschland mit Verbindung in Richtung  Eisenach, Erfurt oder Leipzig.
- Schönau (mit Kahlenberg und Deubach) wird wochentags auf der Linie 152 des Verkehrsunternehmens Wartburgmobil bedient.[5]
- Durch Schönau führt die überregional bedeutsame Route Thüringer Städtekette entlang der Hörsel.
- Am westlichen Ortsrand befindet sich das 2015 stillgelegte Heizkraftwerk Schönau, es belieferte vorrangig das Plattenbaugebiet Mölmen in Wutha mit Fernwärme und war ursprünglich über eine Fernwärmetrasse mit Seebach verbunden.
- Schönau besitzt eine Tankstelle, einen Kindergarten („Hörseltalzwerge“) und eine als Sägewerk und technische Schauanlage genutzte Wassermühle an der Hörsel sowie mehrere Firmen und Gewerbebetriebe.

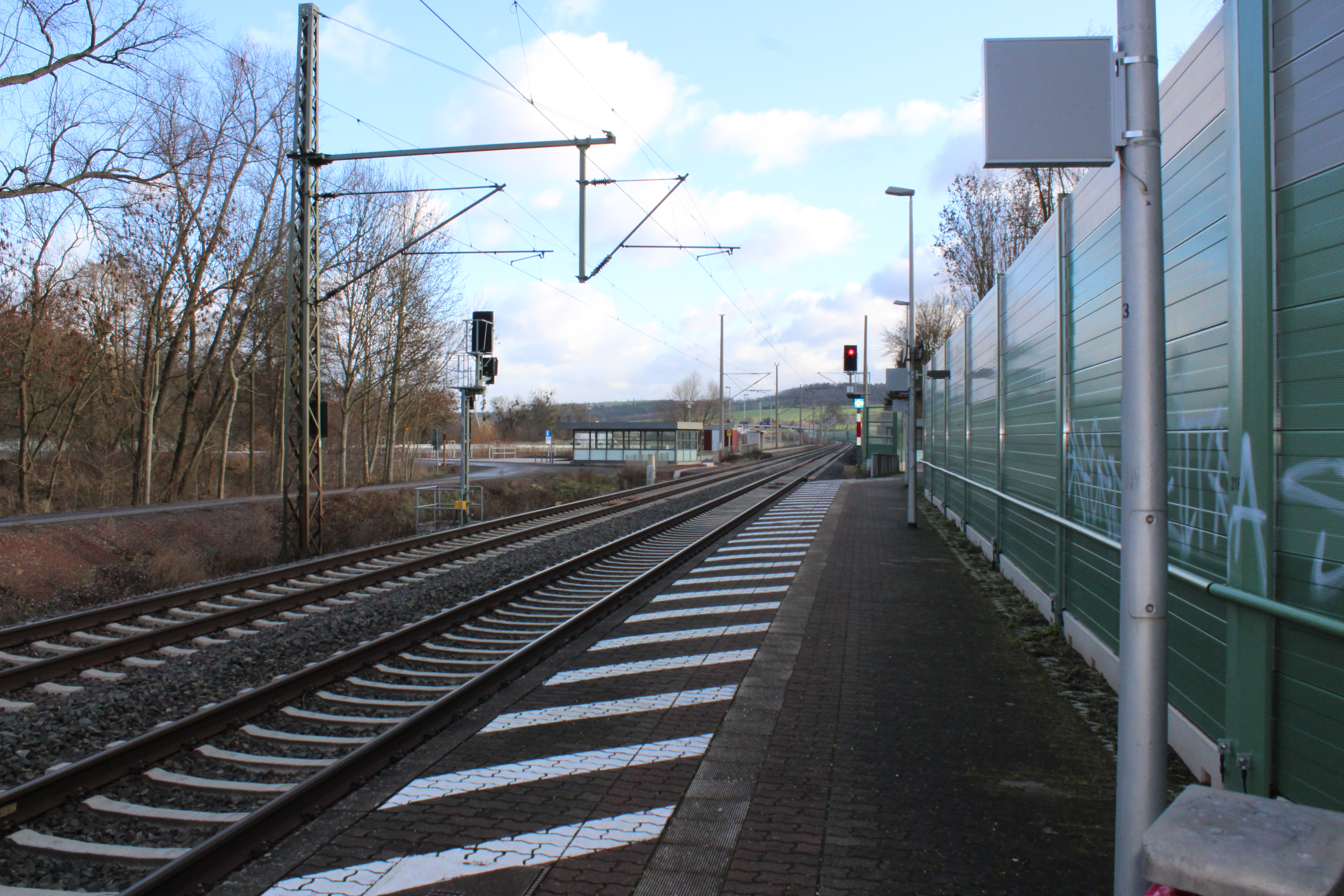
Haltepunkt Schönau (Hörsel) (2019)

## Persönlichkeiten
- Georg Balthasar Schott (1686–1736), Kantor, Organist und Komponist
- Friedrich Mosengeil (1773–1839), Stenograf, er gilt als einer der Erfinder der deutschen Kurzschrift